# May Day (ER)
May Day is de tweeëntwintigste aflevering van het zesde seizoen van de televisieserie ER, die voor het eerst werd uitgezonden op 18 mei 2000.

## Verhaal
Dr. Kovac en dr. Benton worden naar een school gestuurd, waar een schietpartij heeft plaatsgevonden, om medische steun te bieden. Zij hebben allebei een kritische patiënt die zij allebei met een traumahelikopter willen vervoeren, dr. Benton heeft de dader van de schietpartij en dr. Kovac vindt dat deze geen voorrang hoort te hebben en gaat met zijn patiënt met de traumahelikopter naar de SEH. Dr. Benton komt nu met een gewone ambulance naar de SEH en zijn patiënt overlijdt onderweg, hij is nu woedend op dr. Kovac en vertelt hem dat een dokter niet naar de achtergrond mag kijken van een patiënt.
Dr. Kovac krijgt later een vrouw onder behandeling die zonder zelf te weten hoogzwanger is. Zij heeft een keizersnede nodig om de baby gezond op de wereld te zetten. Tot ongenoegen van dr. Kovac weigert zij dit, ook als haar verteld wordt dat de baby anders sterft. 
Dr. Carter wordt door Lockhart betrapt als hij bij zichzelf een pijnstiller inspuit. Nu moet hij onder druk van dr. Weaver, dr. Greene, dr. Benton, dr. Jing-Mei en dr. Anspaugh zich laten opnemen in een afkickkliniek. Dr. Carter voelt zich hiermee flink onder druk gezet en weigert dit en wil bijna ontslag nemen. Dr. Benton kan dit echter voorkomen en brengt hem zelf persoonlijk naar de afkickkliniek. 

## Rolverdeling

### Hoofdrollen
- Anthony Edwards - Dr. Mark Greene
- Noah Wyle - Dr. John Carter
- Laura Innes - Dr. Kerry Weaver
- Alex Kingston - Dr. Elizabeth Corday
- Paul McCrane - Dr. Robert Romano
- Goran Višnjić - Dr. Luka Kovac
- Michael Michele - Dr. Cleo Finch
- Erik Palladino - Dr. Dave Malucci
- Ming-Na - Dr. Jing-Mei Chen
- Eriq La Salle - Dr. Peter Benton
- Amy Aquino - Dr. Janet Coburn
- John Doman - Dr. Carl Deraad
- John Aylward - Dr. Donald Anspaugh
- Maura Tierney - verpleegster Abby Lockhart
- Yvette Freeman - verpleegster Haleh Adams
- Ellen Crawford - verpleegster Lydia Wright
- Conni Marie Brazelton - verpleegster Connie Oligario
- Laura Cerón - verpleegster Chuny Marquez
- Deezer D - verpleger Malik McGrath
- Gedde Watanabe - verpleger Yosh Takata
- Lily Mariye - verpleegster Lily Jarvik
- Mary Heiss - verpleegster Mary
- Dinah Lenney - verpleegster Shirley
- Montae Russell - ambulancemedewerker Dwight Zadro
- Emily Wagner - ambulancemedewerker Doris Pickman
- Michelle Bonilla - ambulancemedewerker Christine Harms
- Troy Evans - Frank Martin
- Kristin Minter - Randi Fronczak

### Gastrollen (selectie)
- Emily Bergl - Gloria Milton
- Stewart Finlay-McLennan - Mr. Tanner
- Paul O'Brien - schoppende patiënt
- Kyle Sullivan - Nicholas Rosato
- Don Took - Vinnie Rosato
- Alvin Alvarez - Daniel